# Aneta Pieniądz
Aneta Maria Pieniądz (ur. 28 stycznia 1974 w Warszawie) – polska historyk, doktor habilitowany, mediewistka, adiunkt Instytutu Historycznego Uniwersytetu Warszawskiego. Prodziekan ds. Studenckich (Kierownik Jednostki Dydaktycznej) na Wydziale Historii UW (od 2022).
W 1993 ukończyła II Liceum Ogólnokształcące im. Stefana Batorego w Warszawie. Magisterium uzyskała na Uniwersytecie Warszawskim w 1998, doktorat obroniła tamże w 2004 (na podstawie pracy Odrębność społeczno-ustrojowa Regnum Italiae w Europie karolińskiej a tradycje Królestwa Longobardów, VIII-IX w. – promotor Karol Modzelewski, recenzenci – Lech Leciejewicz oraz Roman Michałowski). W dn. 25.02.2015 odbyła kolokwium habilitacyjne i uzyskała stopień doktora habilitowanego na podstawie dorobku i monografii pt. Więzi braterskie we wczesnym średniowieczu. Wyobrażenia i praktyka społeczna. Recenzentami w przewodzie habilitacyjnym byli profesorowie Krzysztof Józef Ożóg, Stefan Franciszek Kwiatkowski, Roman Stanisław Michałowski.
Od 2004 jest adiunktem w IH UW. Była stypendystką Ecole Française de Rome (2000), Fundacji im. Stefana Batorego (2001) i Fundacji Lanckorońskich (2001, 2006). Została również laureatką pierwszej edycji Nagrody Fundacji im. Aleksandra Gieysztora w 2002.
W latach 2016–2017 była członkiem Rady Narodowego Kongresu Nauki.

## Wybrane publikacje
- Więzi braterskie we wczesnym średniowieczu. Wyobrażenia i praktyka społeczna, Kraków 2014, 308 s.
- Tradycja i władza. Królestwo Włoch pod panowaniem Karolingów, 774-875, Wydawnictwo Uniwersytetu Wrocławskiego, Wrocław 2007 (Monografie Fundacji Nauki Polskiej), Wrocław 2007, 504 s.
- (red.) Monarchia w średniowieczu – władza nad ludźmi, władza nad terytorium, red. J. Pysiak, A. Pieniądz-Skrzypczak, M. R. Pauk, Warszawa-Kraków 2002
- (red.) Sacrum. Obraz i funkcja w społeczeństwie średniowiecznym, red. A. Pieniądz-Skrzypczak, J. Pysiak, Warszawa 2005, 460 s.
- [oprac. na podstawie rękopisu] A. Gieysztor, Mitologia Słowian, wyd. 2, oprac. A. Pieniądz, wstęp K. Modzelewski, posł. Leszek P. Słupecki, Wydawnictwo Uniwersytetu Warszawskiego, Warszawa 2006 [wyd. ros. 2014].